# シムリク航空
シムリク航空（英語: Simrik Airlines）は、ネパールカトマンズに本拠を置いていた航空会社。

## 歴史
2009年にグナ・グループによりグナ航空として設立された。その後経営危機を迎えたグナ・グループはグナ航空の売却を模索し、2013年にヘリコプター運航事業者であるシムリク・エアにより3億5千万ネパール・ルピーで買収された。当初はグナ航空のブランドを用い、機体もグナ航空から引き継いだ2機のビーチクラフト 1900を用いた。
2013年10月23日、2012年11月中頃より運航を停止していたアグニ・エアより3機のジェットストリーム 41と2機のドルニエ 228を2億ネパール・ルピーのリースにより導入した。路線集約を目的としてドルニエ 228は2017年中頃にシーター・エアに売却されたが、ジェットストリーム 41は飛行可能な状態には至らず、運航可能な機体は半減することとなった。
2019年8月、基準を満たさない補修部品の使用を理由にネパール民間航空局より運航停止を命じられた。運航停止は、翌月解除された。
2020年グナ・グループは航空旅客事業への再参入を決定、グナ航空によりシムリク航空を買収し、グナ航空として運航する計画であった。2021年にはグナ航空がイエティ航空より5機のジェットストリーム 41を購入、再参入の準備を進めた。9月17日にグナ航空が就航した。

## 就航地
- カトマンズ
- ポカラ
- バドラプル空港（英語版）
- ゴータマ・ブッダ国際空港（英語版）

出典

## 保有機材
- ビーチクラフト 1900C : 2機[14]
- ジェットストリーム 41 : 3機（アグニ・エアよりリース、地上にて保管）[15][16]

## ギャラリー

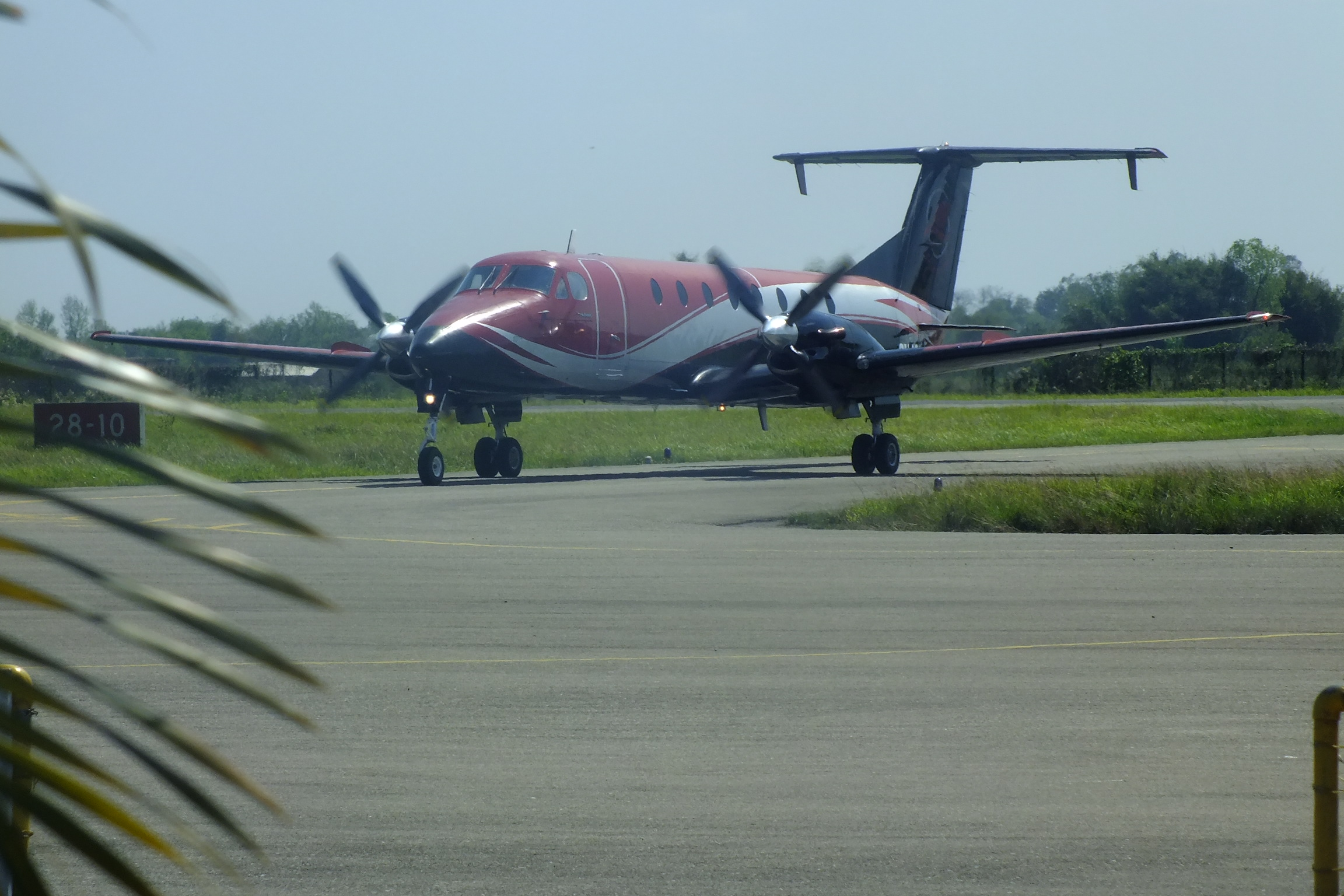
ビーチクラフト 1900C（ゴータマ・ブッダ国際空港、2015年3月17日）
ドルニエ 228（テンジン・ヒラリー空港、2017年5月8日）
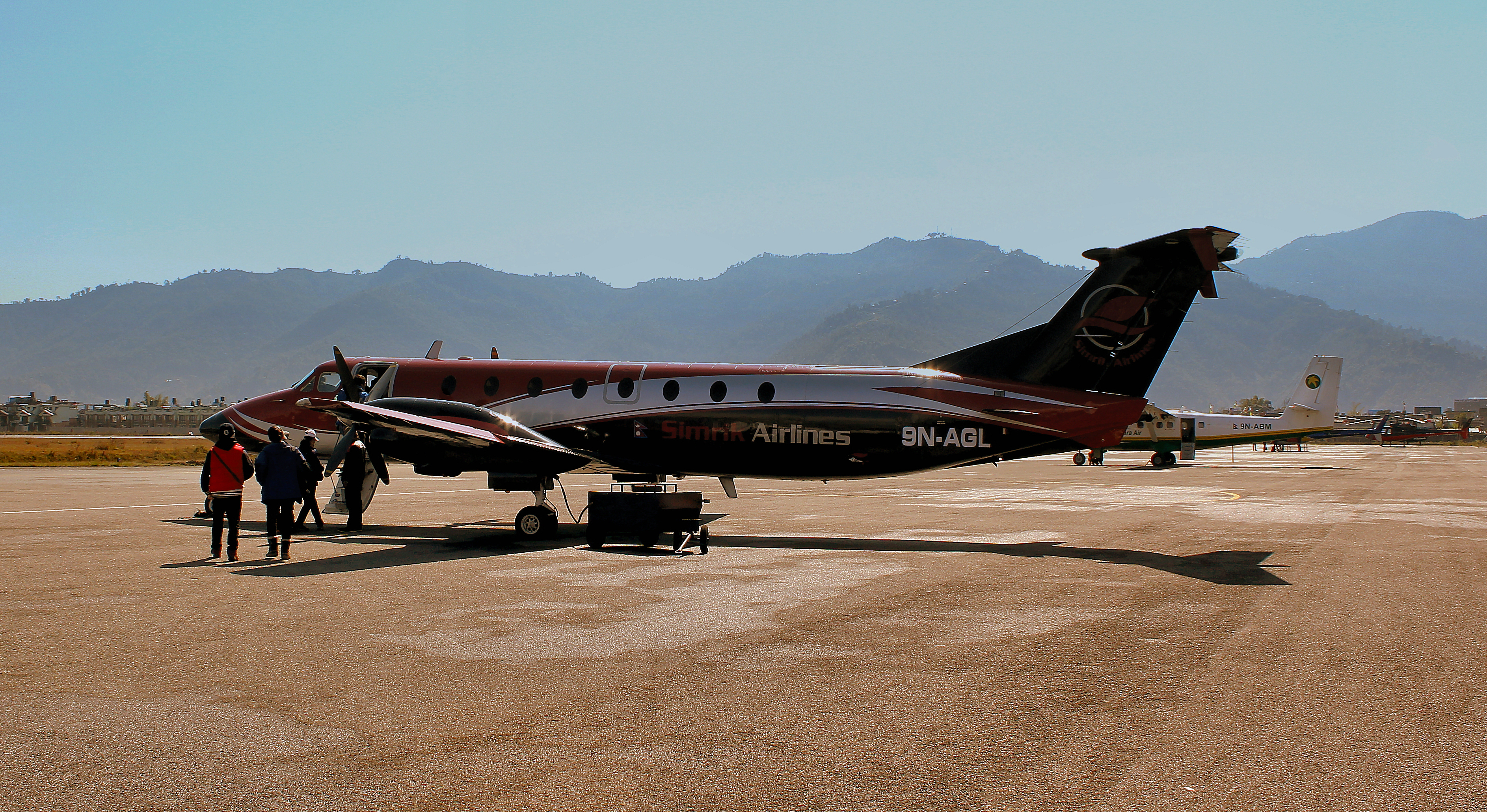
ビーチクラフト 1900C（ポカラ国際空港、2013年2月18日）

## 注
1. ↑  このスキームは経営母体の変更を伴っているが、単なる名称変更と誤解されるケースが多い[10]。